# Clanis roseata
Clanis roseata är en fjärilsart som beskrevs av Clayton Dissinger Mell 1922. Clanis roseata ingår i släktet Clanis och familjen svärmare. Inga underarter finns listade i Catalogue of Life.